# Katalánská hokejová reprezentace
Katalánská hokejová reprezentace je národní hokejové mužstvo Katalánska. Katalánsko není členem Mezinárodní federace ledního hokeje ani Mezinárodního olympijského výboru a nemůže se proto účastnit mistrovství světa ani zimních olympijských her (katalánští hokejisté mohou na těchto soutěžích startovat pouze za Španělsko).

## Mezistátní utkání Katalánska
21.12.1983  HC Lausanne 7:4 Katalánsko 
19.04.2003  Katalánsko 2:0 Belgie 
27.12.2008  Katalánsko 5:3 Baskicko 
26.12.2009  Baskicko 9:1 Katalánsko 
23.12.2016  Katalánsko 4:3 Baskicko 